# Siderone
Siderone é um gênero de insetos, proposto por Jakob Hübner em 1823; contendo borboletas neotropicais da família Nymphalidae e subfamília Charaxinae, caracterizadas por ter um voo muito rápido e forte e que se alimentam de substâncias em umidade mineralizada do solo, vegetação e leitos de rios secos, em florestas ou outros habitats semi-sombreados; com lagartas que se alimentam de folhas de plantas dos gêneros Casearia e Zuelania. Fêmeas tendem a ser maiores que os machos. Por baixo, estas borboletas possuem tons marrons e têm uma semelhança muito forte com as folhas mortas.

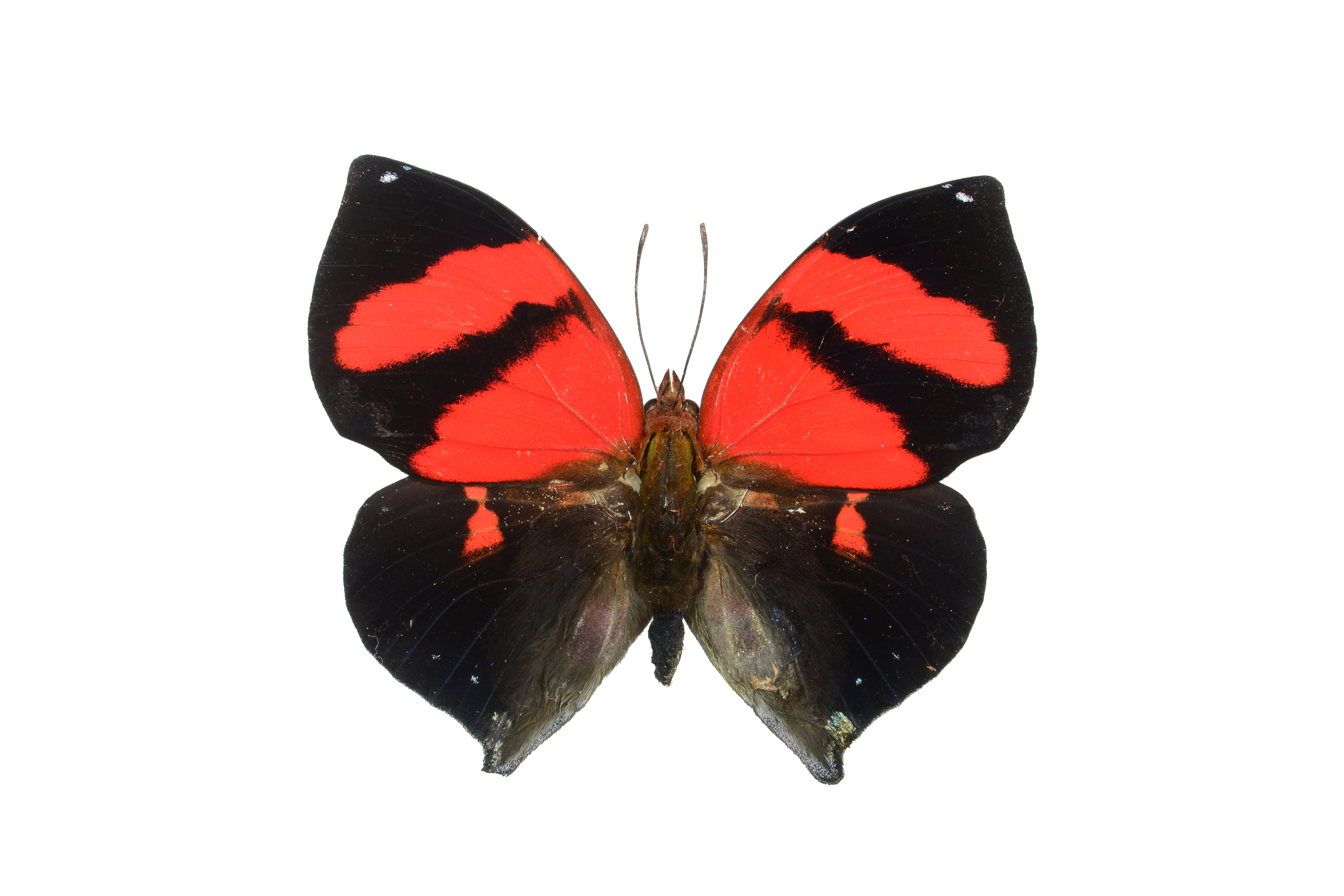
Vista superior de S. galanthis.
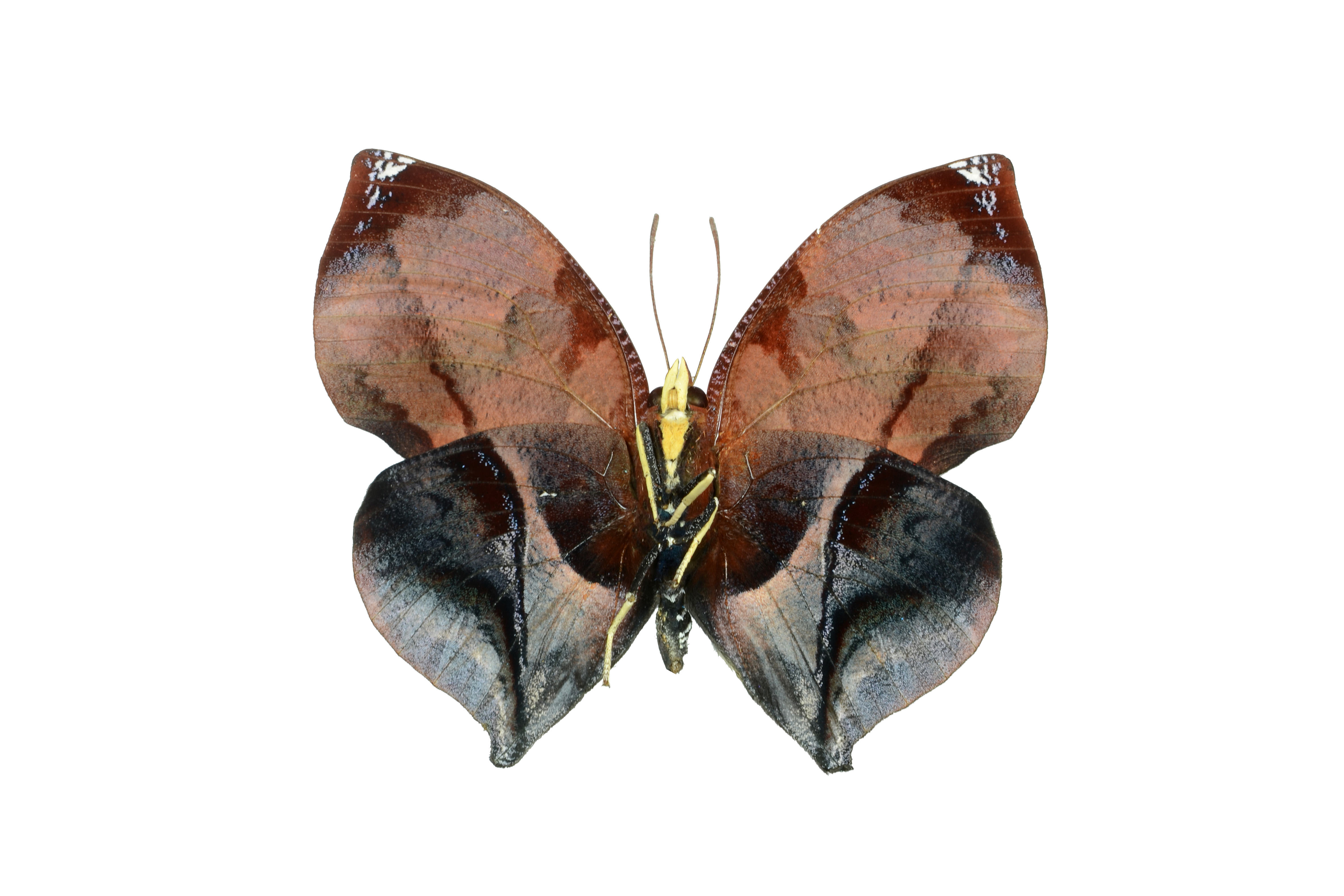
Vista inferior de S. galanthis.
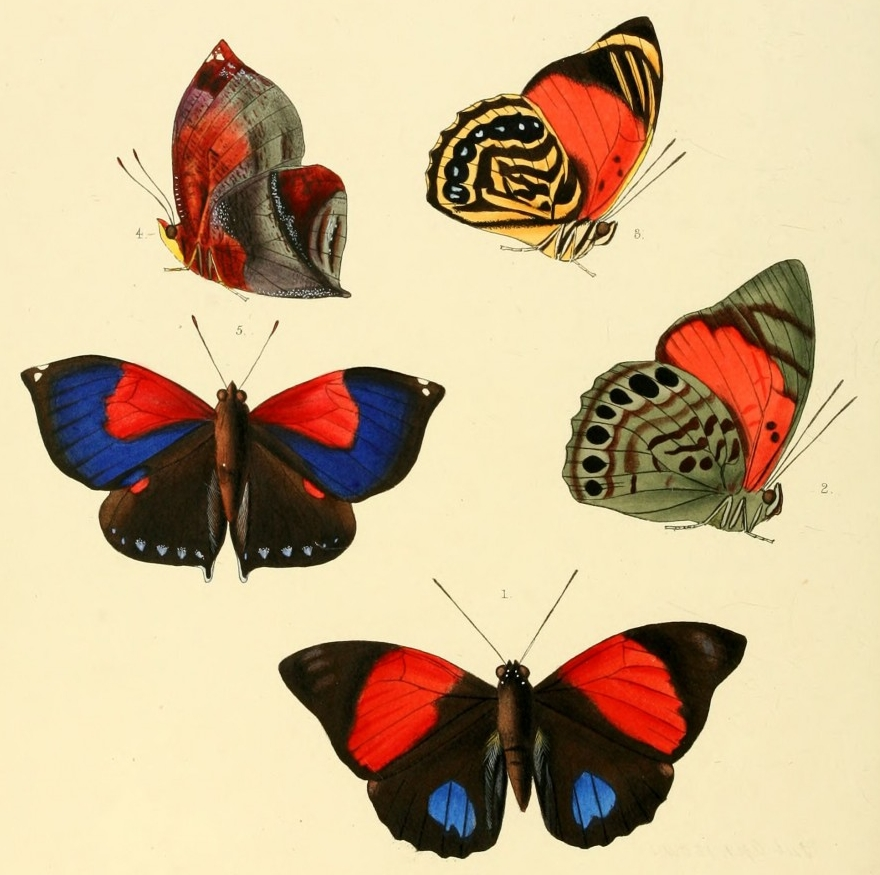
Em Siderone, espécimes de S. syntyche podem apresentar brilho azulado em suas asas (no centro, à esquerda).[8] As outras borboletas são espécies de Prepona, outrora incluídas no gênero Agrias e vista inferior de S. syntyche  (acima à esquerda).

## Identificação de espécies
O gênero Siderone possui duas espécies reconhecidas, que podem ser identificadas na seguinte chave:
Borboletas com as asas anteriores contendo sua mancha em vermelho dividida por uma faixa negra. / Siderone galanthis (Cramer, 1775) - Espécie-tipo
Borboletas com as asas anteriores contendo sua mancha em vermelho indivisa. / Siderone syntyche Hewitson, [1854]